# Sora (Medvode)
Sora is een plaats in Slovenië en maakt deel uit van de gemeente Medvode in de NUTS-3-regio Osrednjeslovenska. De plaats telde 500 inwoners op 1 januari 2020.

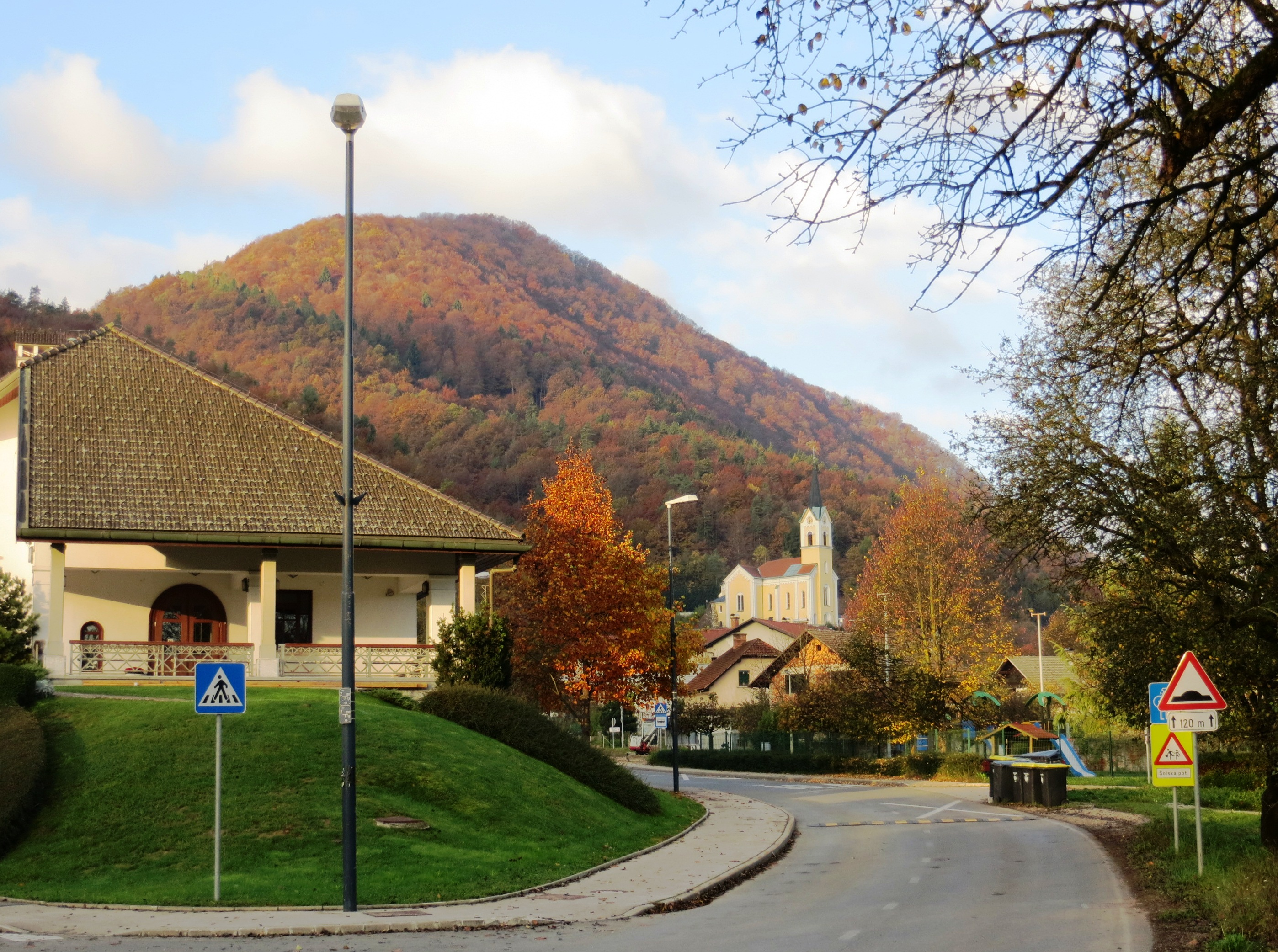
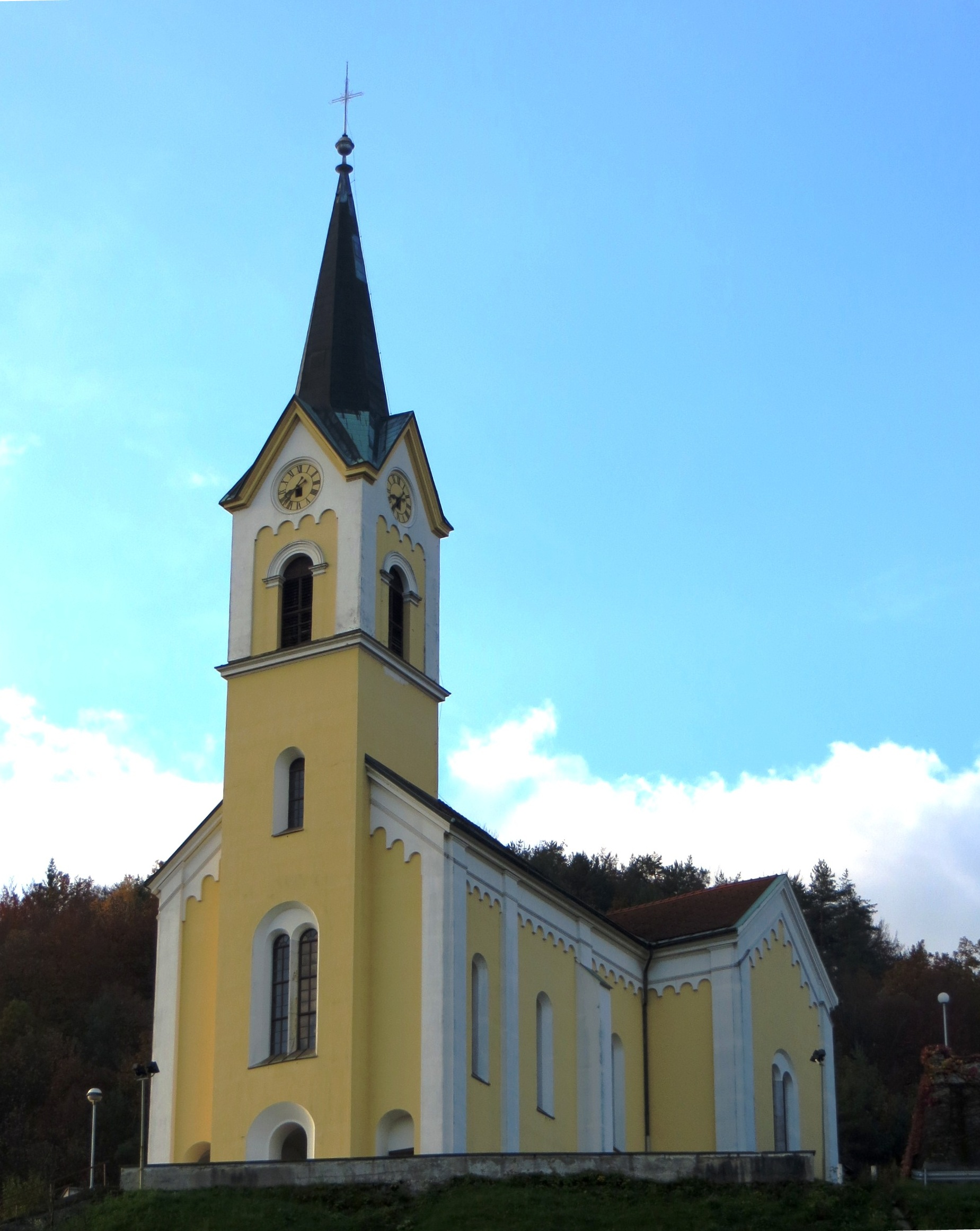